# Безумный монстр
«Безумный монстр» (англ. The Mad Monster) — американский фильм ужасов 1942 года. Дистрибьютером выступила компания Producers Releasing Corporation. Лента находится в общественном достоянии в США.

## Сюжет
В сельском доме, на окраине леса и болота, живёт и экспериментирует безумный учёный доктор Лоренцо Камерон. С ним живёт его дочь Линора. Объектом экспериментов доктора является его садовник — крупный, сильный, но тугоумный Питро. Камерон вводит Питро кровь волка и он превращается в человека-волка: на его теле появляется шерсть, он теряет способность говорить, в нём просыпается агрессия. Камерон ведёт беседу с якобы присутствующими здесь его бывшими коллегами. Те обвиняют его в безумии, во вторжении в основы природы, в нарушении этики, но учёный не хочет их слушать, объясняя, что страна сейчас воюет, а подобные оборотни помогут победить врага. В дальнейшем выясняется, что эти профессора в своё время высмеяли теорию Камерона о превращении людей в оборотней и вынудили его покинуть университет. Камерон продолжает эксперимент: он выпускает «превратившегося» Питро в лес, где тот пугает охотника, а затем пробирается в один из домов и убивает маленькую девочку.
Местные жители организуют отряд для поимки чудовища, а из города прибывает репортёр Том Грегори, который начинает своё расследование. В него влюбляется дочь Камерона. Учёный начинает свою месть. Он продуманно подстраивает ситуации, в которых бы каждый из ненавидимых им профессоров оказывался бы один на один с Питро, когда тот превращается в оборотня; и таким образом чужими руками убивает их одного за одним. При этом он замечает, что трансформации Питро носят всё более и более непредсказуемый характер.
Постепенно Грегори понимает, что все следы ведут к отцу его возлюбленной. Он с полицейскими врывается в лабораторию учёного, но в неё попадает молния и начинается пожар. Питро-волк убивает Камерона, а затем и сам погибает в пожаре, все остальные счастливо спасаются.

## В ролях
- Джонни Даунс[англ.] — Том Грегори, газетный репортёр, возлюбленный Линоры
- Джордж Зукко — доктор Лоренцо Камерон
- Энн Нейджел[англ.] — Линора, дочь доктора Камерона, возлюбленная Грегори
- Гленн Стрейндж — Питро, садовник и подопытный доктора Камерона
- Сара Падден — бабушка
- Гордон Де Мейн[англ.] — профессор Фитцджеральд
- Мэй Буш — Сьюзан
- Реджинальд Барлоу[англ.] — профессор Уорвик
- Джон Эллиотт — профессор Хэтфилд
- Слим Уитакер[англ.] — полицейский

## Факты
- Съёмки начались 19 марта 1942 года, а премьерный показ состоялся 8 мая того же года.
- Фильм имел успех у зрителей, поэтому был перевыпущен в 1945 году: он шёл в паре[англ.] с лентой «Дьявольская летучая мышь» (1940).
- В 1989 году фильм был адаптирован в эпизод телесериала «Таинственный театр 3000 года»[1][2].